# Melvillebukten

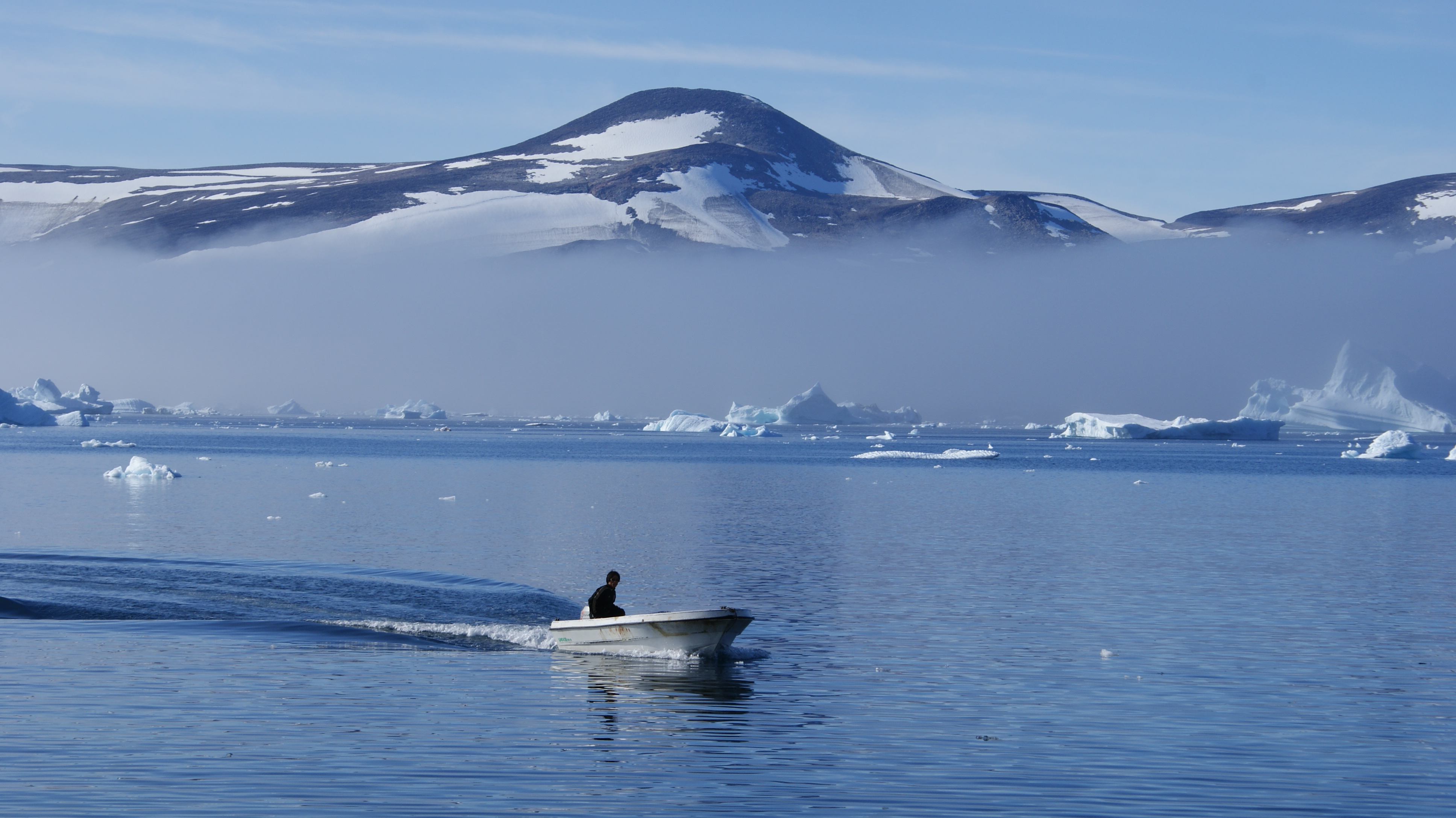
En inuitisk jaktbåt i södra Melvillebukten. Sent på morgonen, dimma och isberg i bakgrunden.

Placering av Melvillebukten - skuggade området nordväst om Grönland.

Melvillebukten (grönländska: Qimusseriarsuaq), är en stor bukt utanför Grönlands nordvästra kust. Bukten är belägen på den norra delen av Upernavikarkipelagen och öppnar till sydväst i Baffinbukten. Dess Kalaallisut-namn, Qimusseriarsuaq, betyder "den stora hundspannsplatsen".